# JAM3
La molécula de adhesión de unión C es una proteína que en los seres humanos está codificada por el gen JAM3 .

## Gen
Este gen se encuentra en el brazo largo del cromosoma 11 (11q25) en la hebra de Watson. Tiene 83.077 bases de longitud. La proteína codificada tiene 310 aminoácidos de longitud con un peso molecular previsto de 35,02 kiloDaltons.

## Función
Las uniones estrechas (zonula occludens) representan un modo de adhesión de célula a célula en láminas de células epiteliales o endoteliales, formando sellos continuos alrededor de las células y sirviendo como barrera física para evitar que los solutos y el agua pasen libremente a través del espacio paracelular. La proteína codificada por este miembro del gen de la superfamilia de inmunoglobulinas se localiza en las uniones estrechas entre las células endoteliales superiores. A diferencia de otras proteínas de esta familia, esta proteína no puede adherirse a las líneas celulares de leucocitos y solo forma interacciones homotípicas débiles. La proteína codificada es un miembro de la familia de proteínas de moléculas de adhesión de unión y actúa como un receptor para otro miembro de esta familia.

## Interacciones
Se ha demostrado que JAM3 interactúa con PARD3 .

## Significación clínica
Las mutaciones de pérdida de función en este gen causan un síndrome poco común: destrucción hemorrágica autosómica recesiva del cerebro, calcificación subependimaria y cataratas congénitas.